# Belorussiella
Belorussiella es un género de foraminífero bentónico de la subfamilia Spiroplectinatinae, de la familia Verneuilinidae, de la superfamilia Verneuilinoidea, del suborden Verneuilinina y del orden Lituolida. Su especie tipo es Belorussiella bolivinaeformis. Su rango cronoestratigráfico abarca desde el Turoniense hasta el Santoniense (Cretácico superior).

## Discusión
Clasificaciones previas incluían Belorussiella en el suborden Textulariina del orden Textulariida, o en el orden Lituolida sin diferenciar el suborden Verneuilinina.

## Clasificación
Belorussiella incluye a las siguientes especies:
- Belorussiella bolivinaeformis †
- Belorussiella intermedia †
- Belorussiella wolinensis †